# Daniel J. Drucker
Pour les articles homonymes, voir Drucker.
Daniel Joshua Drucker (né le 23 juin 1956) est un endocrinologue canadien. Membre de la Royal Society, il est professeur de médecine au Lunenfeld-Tanenbaum Research Institute, Mount Sinai Hospital, Toronto. Il est connu pour ses recherches sur les hormones intestinales et leur utilisation dans le traitement du diabète et d'autres maladies métaboliques.

## Jeunesse et éducation
Drucker est né et grandit à Montréal, puis s'inscrit à l'Université d'Ottawa. Après avoir obtenu son diplôme, il déménage à Toronto, où il étudie la médecine à l'Université de Toronto, obtenant son diplôme en 1980. Il reçoit une formation postdoctorale (médecine et endocrinologie) à l'Hôpital Johns-Hopkins (1980-1981) et à l'Université de Toronto (1980-1984).

## Carrière
À partir de 1984, Drucker travaille comme chercheur au Massachusetts General Hospital et à la Harvard Medical School, étudiant l'endocrinologie moléculaire. En 1987, il retourne à Toronto, occupant le poste de professeur adjoint de médecine à l'Université de Toronto et travaillant comme médecin membre du personnel.
Au début de sa carrière, Drucker étudie l'effet des hormones dans l'intestin sur l'apparition et le développement du diabète de type 2. En 1996, il identifie les effets du GLP-2 sur la prolifération de l'intestin grêle chez le rat. Ses recherches conduisent au développement de deux types de médicaments pour le traitement de la maladie.
Drucker rejoint le personnel de l'Institut de recherche Samuel Lunenfeld à l'hôpital Mount Sinai en 2006. En 2008, il mène des études visant à développer et à tester des médicaments de contrôle de l'insuline à action prolongée. Il étudie aussi les effets à long terme des médicaments amaigrissants apparentés sur la santé intestinale.
Chargé de recherche à l'Université de Toronto, Drucker développe des traitements pour le syndrome de l'intestin court, un trouble dans lequel les fluides sont mal absorbés après la résection de l'intestin grêle.

## Prix et distinctions
Drucker reçoit de nombreux prix nationaux et internationaux en reconnaissance de ses réalisations en recherche révélant les mécanismes d'action et le potentiel thérapeutique des hormones entéroendocrines. Il s'agit notamment du Prix Galien Canada pour la recherche universitaire exceptionnelle (2008), du Prix Donald F. Steiner pour la recherche exceptionnelle sur le diabète de l'Université de Chicago (2007), du Prix du chercheur clinique de l'Endocrine Society (2009), du Prix Claude Bernard de l'Association européenne pour l'étude du diabète (2012), le prix et la conférence internationaux Oon de l'Université de Cambridge (2014), la médaille Banting pour la réalisation scientifique de l'Association américaine du diabète (2014) le prix international de la Fondation Manpei Suzuki pour le diabète (2014) et le Prix international Harold Hamm pour la recherche biomédicale sur le diabète (2019). En 2021, il reçoit le Prix Gairdner.
Drucker est nommé Officier de l'Ordre du Canada en 2015. Il est élu membre de la Royal Society (FRS) en 2015.

## Publications
- Drucker, Buse, Taylor et Kendall, « Exenatide once weekly versus twice daily for the treatment of type 2 diabetes: A randomised, open-label, non-inferiority study », The Lancet, vol. 372, no 9645,‎ 2008, p. 1240–1250 (PMID 18782641, DOI 10.1016/S0140-6736(08)61206-4, S2CID 12667840)
- Drucker et Nauck, « The incretin system: Glucagon-like peptide-1 receptor agonists and dipeptidyl peptidase-4 inhibitors in type 2 diabetes », The Lancet, vol. 368, no 9548,‎ 2006, p. 1696–705 (PMID 17098089, DOI 10.1016/S0140-6736(06)69705-5, S2CID 25748028)
- Baggio et Drucker, « Biology of Incretins: GLP-1 and GIP », Gastroenterology, vol. 132, no 6,‎ 2007, p. 2131–57 (PMID 17498508, DOI 10.1053/j.gastro.2007.03.054)
- Drucker, « The biology of incretin hormones », Cell Metabolism, vol. 3, no 3,‎ 2006, p. 153–65 (PMID 16517403, DOI 10.1016/j.cmet.2006.01.004)
- Drucker, Philippe, Mojsov et Chick, « Glucagon-like peptide I stimulates insulin gene expression and increases cyclic AMP levels in a rat islet cell line », Proceedings of the National Academy of Sciences of the United States of America, vol. 84, no 10,‎ 1987, p. 3434–8 (PMID 3033647, PMCID 304885, DOI 10.1073/pnas.84.10.3434)